# Catasetum callosum
Catasetum callosum es una especie de orquídea epifita que se encuentra en Sudamérica.

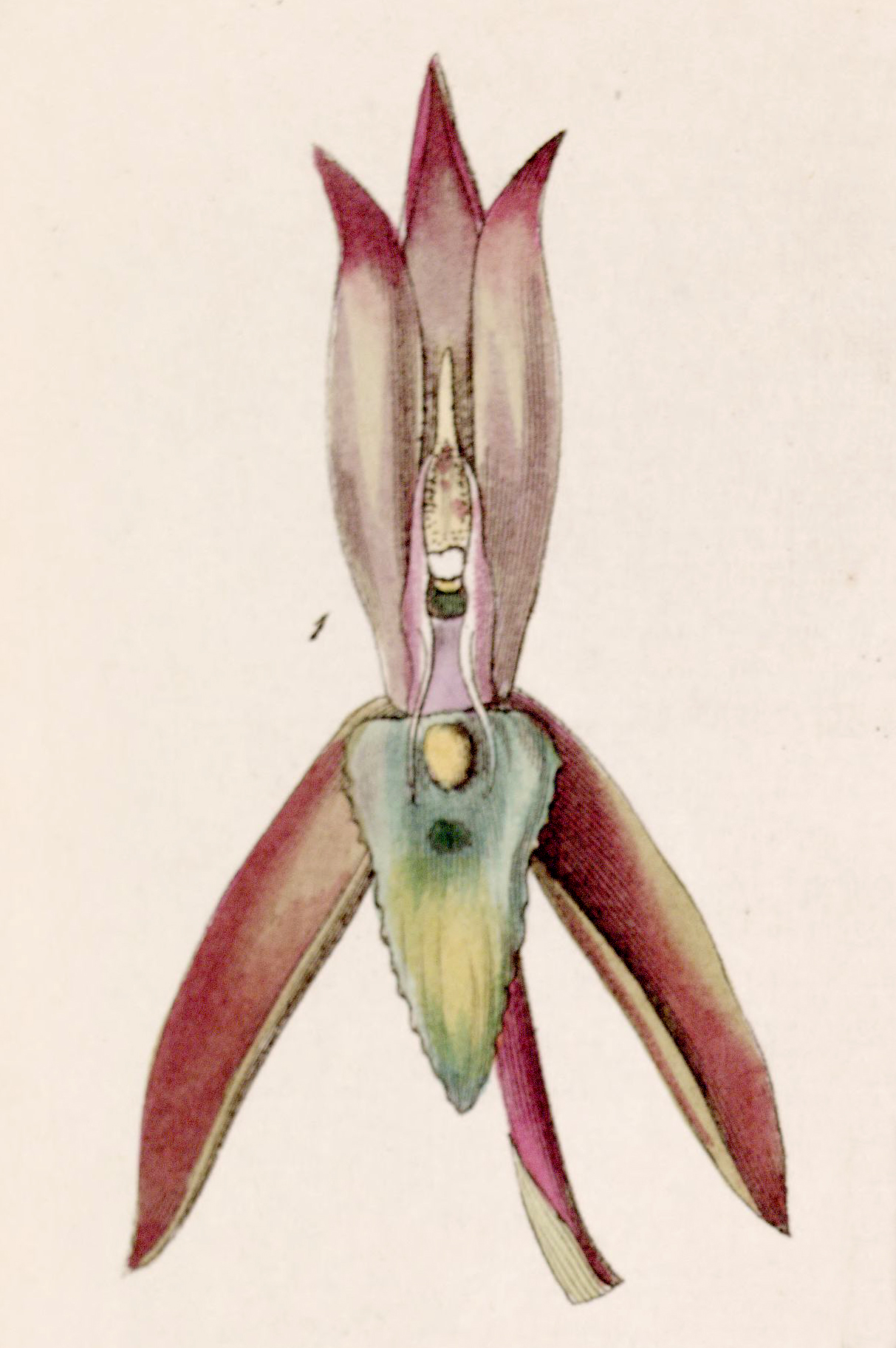
Ilustración de la flor

## Descripción
Especie epífita de tamaño mediano,  que crece en lugares cálidos y requiere una luz brillante y un breve descanso después de la caída de las hojas, tiene pseudobulbos fusiformes basalmente envueltos por vainas y lleva hasta 5 hojas, linear-lanceoladas, de color verde medio, con una inflorescencia basal y arqueada, de 30 cm de largo, con varias (10 a 15)  flores, racemosa, y con flores fragantes. Surgen en un pseudobulbo maduro que aparece en el otoño y el invierno.

## Distribución y hábitat
Se distribuye por Guayana Francesa, Surinam, Venezuela, Colombia y Brasil, donde se producen en las elevaciones de alrededor de 346 metros en los arbustos en los bosques secos, cálidos y abiertos.

## Taxonomía
Catasetum callosum fue descrito por John Lindley y publicado en Edwards's Botanical Register 26: Misc. 77. 1840.
Etimología
Ver: Catasetum
callosum: epíteto latino que significa "con callo".
Sinonimia
- Catasetum recurvatum Link, Klotzsch & Otto (1826)
- Catasetum fuliginosum Lindl. (1841)
- Catasetum callosum var. grandiflorum Hook. (1846)
- Catasetum landsbergii Lindl. & Paxton (1850)
- Myanthus landsbergii (Lindl. & Paxton) Reinw. & de Vriese (1851)
- Catasetum acallosum Lindl. ex Rchb.f. (1854)
- Myanthus callosus Beer (1854)
- Myanthus grandiflorus Beer (1854)
- Catasetum fuliginosum Rolfe (1887)
- Catasetum darwinianum Rolfe (1889)
- Catasetum arachnoides Ames (1898)
- Catasetum arachnoideum Ames (1898)
- Catasetum callosum var. eucallosum Mansf. (1932)
- Catasetum callosum var. typum Hoehne (1942)[4]